# Idles (banda)
Idles (estilizado como IDLES) é uma banda de rock britânica-irlandesa formada em Bristol em 2009. A banda é composta por Joe Talbot (vocal), Mark Bowen (guitarra), Lee Kiernan (guitarra), Adam Devonshire (baixo) e Jon Beavis (bateria). Seu álbum de estreia, Brutalism, foi lançado em 2017 com aclamação da crítica, assim como seu segundo álbum Joy as an Act of Resistance em 2018. Seu terceiro álbum, Ultra Mono, foi lançado em 25 de setembro de 2020. A banda lançou seu quarto álbum, Crawler, em 12 de novembro de 2021.

## História

### Formação,Welcome, EPsMeateMeta(2009–2015)
O vocalista galês Joe Talbot nasceu em Newport, País de Gales e passou sua adolescência em Devon, Inglaterra. Talbot e o baixista Adam Devonshire se conheceram na faculdade em Exeter e posteriormente se mudaram para Bristol, onde estudaram na University of the West of England. Lá, decidiram começar uma banda. De acordo com Talbot, "Demoramos muito tempo para nos tornarmos produtivos porque nós não tínhamos a menor ideia do que estávamos fazendo, nós fomos terríveis por um bom tempo." Talbot e Devonshire abriram o Clube noturno Bat-Cave em Bristol. O guitarrista Mark Bowen mudou-se de Belfast para estudar em Bristol e conheceu Talbot enquanto estava no circuito de DJs.
O primeiro lançamento da banda foi o EP Welcome em 2012. Sua formação compreendia os músicos Talbot, Devonshire, os guitarristas Mark Bowen e Lee Kiernan e o baterista Jon Beavis. Em 2015 eles lançaram um segundo EP, Meat, que os viu adotar uma direção muito mais dura de seus primeiros trabalhos, no mesmo ano, lançaram Meta, um EP de remixes. A partir deste momento, começaram a escrever músicas para seu álbum de estreia.

### Brutalism(2016–2017)
Após os singles de 2016, "Well Done" e "Divide & Conquer", a banda lançou seu primeiro álbum, Brutalism, em março de 2017. A revista DIY, deu 4 estrelas, chamando-o de "Uma fuga emocionante ao longo de ritmos frenéticos e ritmos poderosos com um comentário feroz... tão vital quanto volátil." O site The Line of Best Fit deu 09/10, chamando Idles de "uma das bandas britânicas mais emocionantes do momento". Na PopMatters, recebeu um 8/10 da crítica, com Ian King chamando-o de "reforçador, cáustico e implacável". Uncut deu à banda uma crítica igualmente positiva, chamando-o de "Um raro disco de rock com a raiva, urgência, sagacidade e quebra de complacência geralmente encontrados no grime." Durante os trabalhos de produção do álbum, a mãe de Talbot morreu após uma longa doença. Ela foi retratada na capa, junto com uma escultura de Talbot e seu pai. Sua morte deu a Talbot e à banda um novo foco. A banda saiu em turnê para divulgar o Brutalism, e acompanharam o grupo The Maccabees nos shows de sua turnê de despedida em Londres, bem como abriram shows do Foo Fighters no 10º aniversário da O2 Arena. 

### Joy as an Act of Resistance(2018–2019)
Após diversas apresentações por toda a Europa, o grupo começou a trabalhar em seu segundo álbum, Joy as an Act of Resistance, que foi lançado em 31 de agosto de 2018. Acompanhando o lançamento do álbum, a banda montou uma exibição em colaboração com a HM Electric Gallery em Londres, durante os dias 30 e 31 de agosto.
Em 2019, a banda foi indicada ao Brit Awards de 2019 na categoria Melhor Artista Revelação e ganhou o prêmio Kerrang! Awards daquele mesmo ano na categoria Melhor Artista Revelação Britânico. Ainda em 2019, Joy as an Act of Resistance foi indicado para o Prêmio Hyundai Mercury de 2019. A banda tocou "Never Fight A Man With A Perm" na cerimônia em 19 de setembro. Em dezembro, eles fizeram vários shows pelo Reino Unido, incluindo um show lotado de 10.000 pessoas no Alexandra Palace, em Londres. 

### Ultra Mono(2020–2021)
Nos últimos momentos da turnê Joy as an Act of Resistance em dezembro de 2019, Idles apresentou três novas músicas que foram confirmadas como sendo de seu terceiro álbum ainda não anunciado. Naquele mesmo mês, Talbot confirmou em uma entrevista com Zane Lowe que a banda havia finalizado e mixado um novo álbum.
Após o single promocional "Mr. Motivator" em maio de 2020, Talbot anunciou o terceiro álbum da banda, Ultra Mono, em junho, no programa Radio 6 de Steve Lamacq. O álbum foi incluiu quatro singles; "Grounds", "A Hymn", "Model Village" e "War" já lançados anteriormente em junho, julho, agosto e setembro de 2020, respectivamente. O disco também conta com participações especiais de Jehnny Beth, Warren Ellis, David Yow e Jamie Cullum. Em 2020, Idles recebeu duas indicações no Berlin Music Video Awards: o videoclipe de Never Fight A Man With A Perm recebeu uma indicação para Melhor Animação e "Mercedes Marxist" foi indicado para Melhor Conceito.
Ultra Mono foi lançado em 25 de setembro de 2020 com críticas predominantemente positivas, com Louder Than War concedendo-lhe uma nota 10 de 10 e descrevendo-o como "o álbum de sua carreira". Em 2021 a banda também recebeu o prêmio da Libera Awards como Melhor Álbum Punk de 2021 pelo seu disco (Partisan). Também em 2021, a banda contribuiu com um cover da música do Metallica "The God That Failed" para o álbum de tributo beneficente The Metallica Blacklist.

## Crawler(2021–atualmente)
Em 28 de setembro de 2021, pouco mais de um ano após o lançamento de Ultra Mono, a banda lançou o single "The Beachland Ballroom". Junto com o single, a banda anunciou o lançamento de seu quarto álbum de estúdio, Crawler, a ser lançado no final do outono europeu, próximo a novembro. Um segundo single chamado "Car Crash" foi lançado pouco antes do lançamento do álbum. A música falava sobre o grave acidente de carro de Talbot no passado.
Crawler foi lançado em 12 de novembro de 2021 pela Partisan Records e foi aclamado pela crítica. Matt Mitchell, escrevendo para Paste, deu ao álbum uma nota 8,8 de 10 dizendo que Crawler "é uma narrativa magnética temperada com paciência recém-descoberta". Damien Morris, do The Observer, chamou o álbum de de "introspecção eletrizante, nua e crua", dando ao álbum um total de cinco de cinco estrelas. Stuart Berman, da Pitchfork, deu a Crawler uma nota 7 de 10, a classificação mais alta que a banda recebeu pelo site. Berman disse que "o quarto álbum da banda de Bristol soa como a história sombria de como os Idles se tornaram coaches do pós-punk moderno."
Depois de ter a turnê do Ultra Mono inteiramente cancelada devido à pandemia do COVID-19, os dois álbuns foram promovidos em uma turnê mundial do final de 2021 ao final de 2022. Durante a turnê, a banda lançou dois videoclipes do Crawler. O primeiro, "When the Lights Come On" estreou em 13 de dezembro de 2021 com direção da empresa Holding Hands with Horses. Em 8 de fevereiro de 2022, o videoclipe de "Crawl!" foi lançado como uma animação em claymation dirigida por LOOSE e Edie Lawrence.
Em abril de 2022, a banda se apresentará no Coachella Music and Arts Festival.

## Estilo musical
O estilo da banda foi associada ao punk rock e outros gêneros relacionados, incluindo post-punk, hardcore punk, e post-hardcore. O vocalista Joe Talbot, no entanto, rejeita o rótulo punk. Em 2017, ele foi citado como tendo dito "Nós não somos uma banda pós-punk. Eu acho que nós temos aquela pegada motorik, tipo motor na seção rítmica que algumas bandas pós-punk têm, mas temos muitas músicas que não são." Em um show de 2018 em Manchester, ele disse:" pela última vez, não somos uma porra de uma banda punk ".

## Membros
Atuais
- Joe Talbot – vocais (2009–atualmente)
- Adam Devonshire – baixo, backing vocals (2009–atualmentet)
- Mark Bowen – guitarra principal, backing vocals (2009–atualmente)
- Jon Beavis – bateria, backing vocals (2009–atualmente)
- Lee Kiernan – guitarra base, backing vocals (2015–atualmente)

Anteriores
- Jon Harper – bateria (2009–2011)
- Andy Stewart – guitarra base, backing vocals (2009–2015)

## Discografia

### Álbuns de estúdio
- Brutalism (2017)
- Joy as an Act of Resistance (2018)
- Ultra Mono (2020)
- Crawler (2021)
- Tangk (2024)

### Álbuns ao vivo
- A Beautiful Thing: Idles Live at le Bataclan (2019)
- Live at Ramsgate Music Hall (2020)

### EPs
- Idles (2011)
- Welcome (2012)
- Meat (2015)
- Meta (2016)
- Meat/Meta (2019)